# Vălenii de Arieș, Cluj

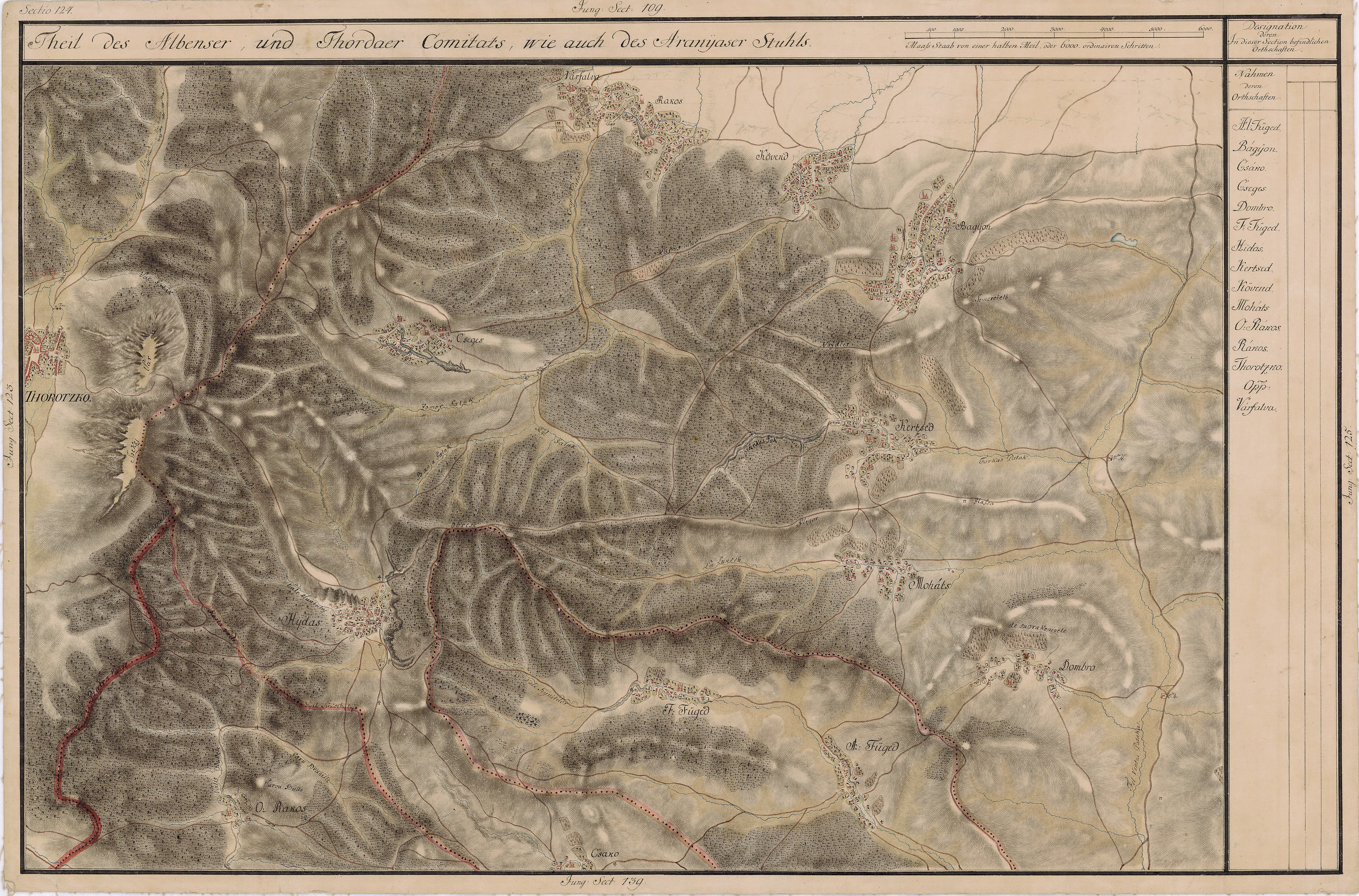
Vălenii de Arieş (Rákos) pe Harta Iosefină a Transilvaniei, 1769-1773 (Sectio 124)

Vălenii de Arieș, mai demult Rachișul de Arieș, (în maghiară Aranyosrákos, în germană Krebsbach) a fost până în anul 1966 un sat pe malul râului Arieș, la cca 12 km sud-vest de Turda. În anul 1966 satul a fost incorporat administrativ satului Moldovenești, județul Cluj.

## Istoric
Până în anul 1876 a aparținut Scaunului Secuiesc al Arieșului.
Pe Harta Iosefină a Transilvaniei din 1769-1773 (Sectio 124), localitatea apare sub numele de „Rákos”, situată nemijlocit lângă satul “Várfalva” (azi Moldovenești).

## Personalități
- Lajos Letáy (1920 - 2007), demnitar comunist